# Čileanska ženska odbojkaška reprezentacija
Čileanska ženska odbojkaška reprezentacija predstavlja državu Čile u športu odbojci. Krovna organizacija reprezentacije je "Čileanski odbojkaški savez" (špa. Federación de Voleibol Chilena).

## Međunarodna natjecanja
Čileanska ženska odbojkaška reprezentacija se nije nikada natjecala na Olimpijskim igrama, a na Svjetskim igrama jednom (1982. - 22. mjesto).

### Panamerički kup
- 2011. – 12.

### Južnoameričko prvenstvo
| - 1961. – 4. - 1962. – 4. - 1967. – 5. - 1971. – 5. - 1973. – 4. | - 1975. – 6. - 1977. – 4. - 1979. – 4. - 1981. – 5. - 1987. – 7. | - 2005. – 7. - 2007. – 7. - 2009. – 7. - 2011. – 6. - 2013. – 6. | - 2015. – 6. |

### Južnoameričke igre
- 1982. - ?
- 2010. – 7.
- 2014. -

## Vanjske poveznice
- Službena stranica Čileanskog odbojkaškog saveza (šp.)
- Profil na FIVB-u (engl.)